# Søren Søgaard A/S
Søren Søgaard A/S er en dansk fabrik af billardborde og -tilbehør. Virksomheden ligger i Vejle og er den største af sin art i både Danmark og Skandinavien.
Virksomheden blev grundlagt af billardspilleren Søren Søgaard, som i 1955 begyndte at opkøbe brugte billarder med henblik på at istandsætte og videresælge dem. Efterhånden udviklede virksomheden sig til en egentlig produktionsvirksomhed.
I 1970 opkøbte Søren Søgaard Danmarks dengang største og ældste billardfabrik P.O. Pedersen, der var grundlagt i 1887. Flere opkøb er siden fulgt efter: Donnerup Andersen i 1975, Bent Johansen i 1980, 3B Billard i 1984, Blok Dart i 1992 og Sole Billard i 2005.
I 1972 blev aktieselskabet Søren Søgaard A/S stiftet.